# Jakob Baradai
Jakob Baradai (syrisch ܝܥܩܘܒ ܒܘܪܕܥܝܐ; † 30. Juli 578 im Kloster am Berg Kasion) war ein Organisator der eigenständigen syrisch-orthodoxen Kirche.

## Leben und Wirken
Jakob stammte aus der Gegend von Tella (in der heutigen Südosttürkei) und wurde früh Mönch im Kloster Phesiltha auf dem Izalla. 527 ging Jakob nach Konstantinopel, wo er als strenger Asket lebte. 542 wurde er auf Befehl der oströmischen Kaiserin Theodora zum Bischof (nominell von Edessa) für das Emirat der Ghassaniden geweiht. Doch wirkte Jakob in der Folgezeit nicht allein in seinem Bistum, sondern weihte im gesamten Gebiet des Patriarchats von Antiochien und darüber hinaus Priester und auch Bischöfe, um die  syrisch-orthodoxe Kirche, die sich von den dyophysitischen Chalkedonensern verfolgt sah, zu stärken und gleichzeitig die Seelsorge vor Ort sicherzustellen. Dabei wusste sich Jakob, der auf Grund seiner Verkleidung „Baradai“ („der Zerlumpte“) genannt wurde, auf seinen Reisen dem Zugriff der oströmischen Behörden immer wieder zu entziehen.
Zunächst bereiste Jakob den syrisch-nordirakischen Raum, dann Kleinasien. 557 weihte Jakob zusammen mit zwei weiteren Bischöfen Sergios von Tella zum Patriarchen von Antiochien, 564 dessen Nachfolger Paulos von Antiochia. Zu dieser Zeit kam der Tritheismus auf, der die syrische Kirche stark gefährden sollte. Jedenfalls gelang es Jakob nicht, die neue „Drei-Götter-Lehre“ wirksam einzudämmen. Der an prominenter Stelle tätige Paulos von Antiochien wurde von Jakob bei dessen alexandrinischem Aufenthalt 575 fallen gelassen, was zunächst zur Bildung einer Gruppierung in der syrischen Kirche als „Pauliten“ führte, während die kirchliche Einheit mit den ägyptischen Orthodoxen (Kopten) weiter ungesichert blieb. Ein zweites Mal reiste Jakob 578 nach Ägypten, wo er noch im selben Jahr starb.
Jakob Baradai wurde bald hoch verehrt, seine Gebeine wurden 622 ins Kloster Phesiltha gebracht.